# Тревор Стюарт
Тревор Стюарт (20 травня 1997 , Лортон, Вірджинія ) — американський легкоатлет, що спеціалізується на спринті, олімпійський чемпіон 2020 року.

## Виступи на основних міжнародних змаганнях
| Рік             | Змагання         | Місце проведення | Місце           | Дисципліна                   | Результат       | Примітки        |
| Представник США | Представник США  | Представник США  | Представник США | Представник США              | Представник США | Представник США |
| --------------- | ---------------- | ---------------- | --------------- | ---------------------------- | --------------- | --------------- |
| 2021            | Олімпійські ігри | Токіо, Японія    | 1               | естафета 4×400 метрів        | 2.57,77         | SB              |
| 2021            | Олімпійські ігри | Токіо, Японія    | 3               | естафета 4×400 метрів, мікст | 3:10.22         | SB              |